# Norma Zimmer
Norma Zimmer (13 de julio de 1923 – 10 de mayo de 2011) fue una cantante estadounidense, más recordada por sus 22 años como la "Champagne Lady" de Lawrence Welk en el programa The Lawrence Welk Show.

## Primeros años
Nacida como Norma Larsen en una granja lechera del condado de Shoshone, Idaho, creció en Seattle, Washington, después de que su padre trasladara a la familia al oeste cuando ella tenía 2 años. Su padre era profesor de violín, y Zimmer esperaba tocar ese instrumento hasta que él le dijo que sus manos eran demasiado pequeñas. Le ofrecieron una beca para la Universidad de Seattle, pero decidió continuar sus estudios de canto.
Zimmer cantaba en el coro de una iglesia cuando un artista invitado le sugirió que viajara a Los Ángeles, California, y se presentara a una audición para un grupo musical. Cuando cumplió 18 años, hizo precisamente eso y cantó con una serie de grupos vocales de primer nivel, entre ellos el Norman Luboff Choir y los Ken Darby Singers.
Norma se casó con el constructor y promotor inmobiliario Randy Zimmer en 1944 y se instaló en Los Ángeles. Estuvieron casados durante 64 años, hasta la muerte de Randy en 2008. La pareja tuvo dos hijos, Mark y Ron.

## Radio
El debut de Zimmer en la radio como solista tuvo lugar el 28 de febrero de 1947, en el programa Sparkle Time. En aquella época, actuaba semanalmente en el programa como miembro del grupo vocal The Singers. Más tarde se convirtió en solista en Standard School.

## Televisión
Apareció en la mayoría de los programas de variedades populares de la televisión durante la década de 1950. Consiguió un pequeño papel como cantante en la película de Bing Crosby Mr. Music (1950) y prestó su voz para cantar en el papel de la Rosa Blanca en la película de Disney Alicia en el país de las maravillas (1951). Trabajó como cantante de estudio y participó en el álbum de Acción de Gracias de Welk de 1956. [cita requerida]

### Lawrence Welk Show
En 1959, la anterior Champagne Lady Alice Lon abandonó el programa debido a desacuerdos económicos y de agenda. Debido a las protestas, Welk intentó (sin éxito) recuperar a Lon. Tras un año en el que el programa probó a varias cantantes diferentes, Zimmer se unió oficialmente a The Lawrence Welk Show como su Champagne Lady en la víspera de Año Nuevo de 1960. Zimmer permaneció en el programa y viajó con Welk y la banda en apariciones personales durante tres años.
A medida que sus dos hijos crecían, Norma decidió dejar el mundo del espectáculo para criar a sus hijos. Welk le dijo que no había problema en que dejara las giras, pero le pidió que se quedara en el programa de televisión hasta que encontrara otra cantante. Cada semana, una nueva chica se presentaba como posible sustituta, pero Welk seguía pidiendo a Zimmer que volviera la semana siguiente. Eso continuó durante veinte años. Como "Champagne Lady" del programa, Zimmer cantaba un solo y, a menudo, un dúo (normalmente con Jimmy Roberts); con frecuencia bailaba con Welk al final del programa.

## Grabaciones
Zimmer cantó como soprano principal con el Coro Norman Luboff, Voices of Walter Schumann, Pete King Chorale y Ken Darby Singers. También cantó con un cuarteto, The Girlfriends, junto con Betty Allan y otras. Cantaron como coristas para Frank Sinatra, Dean Martin, Perry Como y otros. Su grupo cantó como coristas para la famosa versión de Bing Crosby de "White Christmas" de Irving Berlin.
Zimmer también grabó álbumes en solitario para Word Records.

## Música cristiana
En 1972, Zimmer "recorrió unos 128 750 kilómetros cantando alabanzas a Dios en conciertos religiosos." Cantó con la Billy Graham Crusade y en el programa Hour of Power y fue solista en un servicio religioso celebrado en la Casa Blanca durante la administración de Nixon. Además, Zimmer grabó varios álbumes dedicados a la música cristiana tradicional.

## Otras actividades
Zimmer pintaba como hobby. Creó más de 100 cuadros, principalmente retratos. En el ámbito empresarial, ella y su marido eran propietarios del albergue de esquí de Kratka Ridge y tenían un parque de casas móviles con más de 100 plazas.

## Muerte
En 2011, Zimmer murió en su casa en Brea, California, a la edad de 87 años.